# اونترریکسینگن
اونترریکسینگن (به آلمانی: Unterriexingen) یک سکونتگاه مسکونی و شهر در آلمان است که در مارک‌گرونینگن واقع شده‌است.

## خصوصیات
اونترریکسینگن ۲٬۴۲۳ نفر جمعیت دارد.